# Miguel Estanislao Soler
Miguel Estanislao Soler (Buenos Aires, 7 maggio 1783 – San Isidro, 23 settembre 1849) è stato un generale e politico argentino.
Governatore di Montevideo dal 1814 al 1815 e di Buenos Aires per un breve periodo nel 1820, fu comandante dell'esercito repubblicano dal 1824 e come tale partecipò alla vittoriosa battaglia di Ituzaingó.
Nel 1828 fu nominato ministro plenipotenziario in Bolivia.

## Biografia
Nato a Buenos Aires il 7 maggio 1783, Miguel Estanislao Soler era il figlio di don Manuel Soler, militare spagnolo in servizio nelle colonie americane, e di doña Manuela de Otálora y Rivero, creola appartenente ad una famiglia militare di origine basca. A causa della morte del padre dovette abbandonare gli studi a dodici anni per entrare nel battaglione fisso di fanteria di Buenos Aires; durante le invasioni britanniche combatté inquadrato nello stesso corpo, meritando sul campo la promozione a tenente.
Passato allo schieramento indipendentista dopo la Rivoluzione di Maggio, fu inviato nel ruolo di vicecomandante del reggimento di Pardos y Morenos nel territorio della Banda Oriental per prestare appoggio alle città che avevano riconosciuto l'autorità della nuova giunta. Dopo la sollevazione di tre comandanti delle milizie orientali e la conseguente occupazione degli abitati di Soriano e Mercedes, Soler comandò un manipolo di 25 persone che, unitisi agli insorti, respinsero il tentativo di riconquista dei realisti il 4 aprile 1811 nella battaglia di Soriano. Insieme al comandante orientale Venancio Benavídez riuscì a fare prigioniera un'intera guarnigione realista a El Colla il 14 aprile; riuscito ad accrescere le sue truppe fino a 800 uomini, pochi giorni dopo partecipò alla vittoriosa battaglia di San José, lasciando ai realisti il possesso della sola Montevideo.
Sotto il comando di José Rondeau partecipò al primo assedio di Montevideo guidando i 600 uomini del Regimiento de Pardos y Morenos, fino a quando fu sollevato dal ruolo per i suoi contrasti con il caudillo orientale José Gervasio Artigas; nel 1812, alla rottura dell'armistizio, Soler fu chiamato a partecipare al secondo assedio agli ordini di Manuel de Sarratea. Il 31 dicembre fu il protagonista, con il suo reggimento, della vittoria nella battaglia di Cerrito; la sua condotta gli valse la promozione al grado di colonnello, malgrado l'inimicizia personale di Rondeau, tornato al comando effettivo dell'esercito.
Dopo la capitolazione di Montevideo, il 25 agosto 1814 Soler fu nominato governatore intendente e comandante dell'esercito nella Banda Oriental. In questo ruolo si trovò costretto a fare fronte all'insurrezione federalista di Artigas, che aveva trovato il favore della popolazione; le sconfitte militari patite dall'esercito di Buenos Aires convinsero alla fine il Direttore Supremo Carlos María de Alvear a trattare la pace e ad abbandonare la regione. Dal momento che Artigas rifiutò l'accordo, a Soler fu ordinato di sgombrare la piazza di Montevideo e distruggere le armi e le munizioni che non avesse potuto portare con sé; il 25 febbraio portò a termine il compito, imbarcandosi per Buenos Aires.
Tra il 1815 e il 1816, Soler, nominato generale, si occupò di riorganizzare l'esercito della capitale. Richiesto a suo servizio da José de San Martín, allora in procinto di organizzare la spedizione contro i realisti in Cile, partì da Buenos Aires verso Mendoza all'inizio di settembre del 1816; qui si mise all'opera nell'organizzare le truppe. Soler fu posto al comando dell'avanguardia che oltrepassò le Ande, e si disimpegnò nella vittoriosa battaglia di Putaendo.
Il 12 febbraio 1817 fu il protagonista della vittoriosa battaglia di Chacabuco: al comando di una delle due colonne dell'esercito indipendentista irruppe a sorpresa nello schieramento, dove le truppe realiste di Rafael Maroto avevano messo in seria difficoltà l'altra colonna, affidata al comando di Bernardo O'Higgins. L'imprudente condotta di quest'ultimo, che aveva rischiato di compromettere la situazione con un attacco affrettato, fu duramente criticata da Soler.
Dopo aver partecipato all'occupazione di Santiago, Soler ottenne da San Martín il permesso di tornare a Buenos Aires, dove avrebbe dovuto prendere il comando della spedizione militare destinata alla Banda Oriental, invasa dalle truppe portoghesi; il progetto non fu però portato a termine.
Nel 1820, la rivolta delle province contro il governo centrale portò alla dissoluzione di quest'ultimo a seguito della battaglia di Cepeda; rimasto a difendere la capitale, Soler, alla ricerca di un accordo di pace, accettò le condizioni di Francisco Ramírez e impose l'11 febbraio al cabildo di Buenos Aires la dissoluzione del Congresso e la destituzione del Direttore Supremo José Rondeau. Il 20 giugno gli fu assegnata dall'autorità municipale la carica di governatore di Buenos Aires; dopo aver dato l'incarico di difendere la città a Manuel Dorrego partì con le sue truppe contro il caudillo di Santa Fe, Estanislao López, che aveva invaso nuovamente la provincia. Il 28 giugno 1820 le sue truppe furono sconfitte nella battaglia di Cañada de la Cruz; Soler comunicò a Buenos Aires l'esito dello scontro e riparò a Colonia del Sacramento.

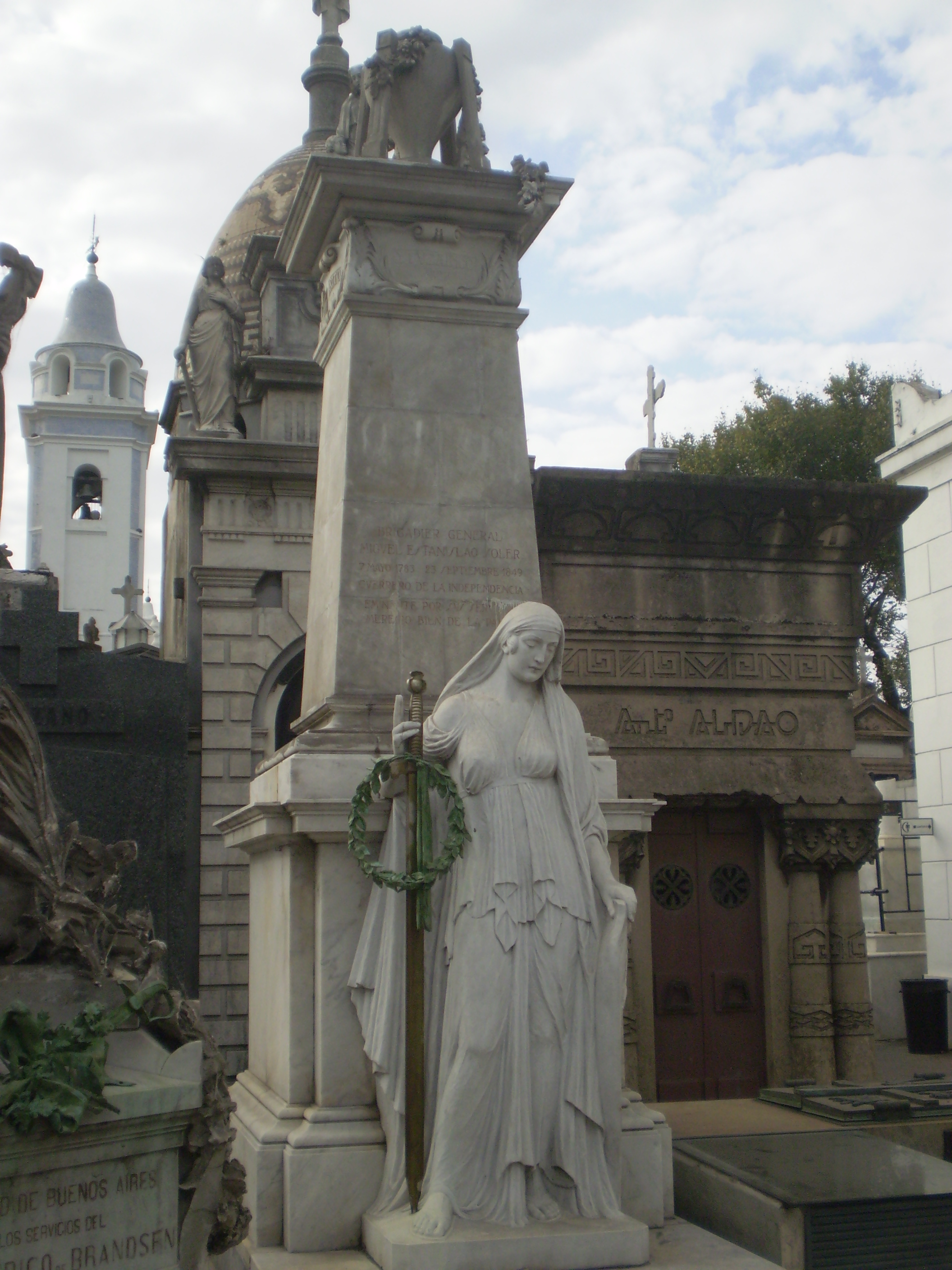
La tomba di Miguel Estanislao Soler nel Cimitero della Recoleta.

Nel 1823, grazie all'interessamento di Bernardino Rivadavia, allora ministro di Martín Rodríguez, fu mandato in missione diplomatica a Montevideo, occupata dai portoghesi nel 1817. Allo scoppio della guerra argentino-brasiliana, Soler fu nominato comandante dell'esercito nella Provincia Orientale, incarico inferiore solo a quello del generale Alvear, impegnandosi nell'istruzione e nell'organizzazione delle truppe. Nel teatro delle operazioni, il 20 febbraio 1827 ebbe un ruolo di rilevanza nella battaglia di Ituzaingó, vinta dalle truppe repubblicane contro l'esercito brasiliano. Nel suo compito di sostenere gli assedi di Montevideo e di Colonia fu in seguito limitato dall'esiguità delle truppe a sua disposizione; le sue continue richieste di rinforzi al governo lo riportarono all'inimicizia con Alvear, anch'egli bisognoso di uomini nella sua campagna in territorio brasiliano. A seguito delle contrastate trattative di pace, che portarono alla caduta del governo di Rivadavia, Soler scelse di ritirarsi come quest'ultimo a vita privata.
Nel 1828 fu però inviato in Bolivia come ministro plenipotenziario, con il compito di stringere legami con il governo argentino e di reclamare il possesso della città di Tarija, che si era unita alla rivoluzione fin dal 1810. Durante il viaggio lo raggiunse la notizia del colpo di Stato perpetrato da Juan Lavalle il 1º dicembre; Soler tornò precipitosamente a Buenos Aires, dove gli fu richiesto di organizzare la difesa della città dall'imminente arrivo di Juan Manuel de Rosas. Quando questi prese il potere, Soler si trasferì in Uruguay.
La sua amicizia con Manuel Oribe lo costrinse, alla caduta di questi, a tornare a Buenos Aires, dove visse ritirato fino alla morte, avvenuta a San Isidro il 23 settembre 1849.